# Besson H-5
Il Besson H-5 fu un idrovolante quadriplano da trasporto passeggeri sviluppato dall'azienda aeronautica francese Société de construction aéronautiques et navales Marcel Besson di Boulogne-sur-Seine nei primi anni venti del XX secolo e rimasto allo stadio di prototipo.

## Storia del progetto
Durante il corso del 1919 Marcel Besson ipotizzò di realizzare un grande idrovolante da trasporto passeggeri transatlantico equipaggiato con quattro motori. Le caratteristiche dell'aereo fornite dalla stampa prevedevano un'autonomia di volo di 4 200 km, 3,5 tonnellate di carico utile e un peso complessivo di 8 tonnellate. Sulle linee aeree del Mediterraneo, si prevedeva di utilizzare l'idrovolante in una configurazione che consentisse voli di 7 ore con un carico utile di 9 tonnellate. 
Il 31 dicembre 1920 il servizio tecnico dell'aviazione (Service technique de l'Aéronautique, STAé) emise il contratto n. 120 con la Société de construction aéronautiques et navales Marcel Besson di Boulogne per la costruzione del prototipo di un idrovolante marittimo da bombardamento/ricognizione designato HB 5 (MB 10) che fu completato nel 1922 come velivolo da trasporto passeggeri. Un modello dell'aereo, designato Marcel Besson H-5, fu esposto al Grand Palais durante il Paris Air Show che si tenne lì nel 1921. 
Il prototipo fu realizzato nel corso del 1921 presso lo stabilimento di Boulogne-sur-Seine, e quindi smontato e trasferito a Saint-Raphaël, dove il rimontaggio dell'aereo continuò da aprile al luglio 1922.

## Descrizione tecnica
Il Besson H 5 era un quadriplano, quadrimotore, di costruzione mista. Le ali biplane, di costruzione lignea, e ricoperte in tela di lino, erano scalate, e controventate con montanti dalla forma a X. Esse avevano una apertura alare di 29 m con corda di 2,1 m. La fusoliera era realizzata in legno di mogano rivettato, ricoperta in tela di lino, e terminava con una coda dotata di impennaggio biplano con derive e timone tripli. Lo scafo costruito in legno era lungo 14 m e largo 7,70 m, ed era suddiviso in 14 compartimenti stagni. Esso aveva buone qualità idrodinamiche. 
La propulsione era affidata a quattro motori radiali accoppiati in tandem Salmson 9Z a cilindri raffreddati a liquido, erogante la potenza di 290 CV, ed azionanti ognuno un'elica bipala lignea. La capacità carburante era pari a 1 820 litri, mentre quella di olio lubrificante era di 118 litri.

## Impiego operativo

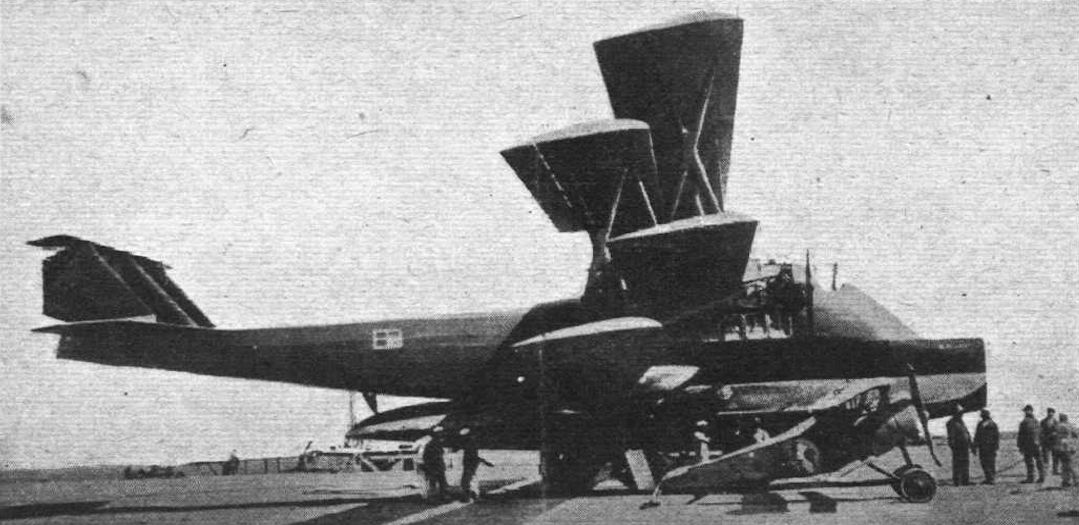
L'idrovolante da trasporto passeggeri Besson H-5.

Consegnato alla Commission d'études pratiques d'aviation (CEPA) di Saint-Raphaël nel 1922, durante i primi test emerse la necessità di mettere a punto gli avviatori Odier  montati sui motori Salmson 9Z. Tale perfezionamento portò a un ritardo nell'inizio dei collaudo per diversi mesi.
Il prototipo effettuò il primo volo l'8 settembre di quell'anno nelle mani del collaudatore dell'Aéronavale tenente Maurice Hurel, un pilota esperto della Marine nationale. Durante l'ammaraggio emersero alcuni problemi di stabilità e il velivolo, che pesava 7 845 kg,  rimase lievemente danneggiato. Per ripristinare il baricentro vennero caricati 175 kg di zavorra nel muso dell'aereo sotto forma di sacchi di sabbia. Dopo questa modifica ripresero subito i collaudi, e il collaudatore notò che il velivolo, durante la fase il flottaggio, alzava accettabili schizzi di acqua e tuttavia il lato sinistro dello scafo, che aveva uno spessore di 15 mm, rimase danneggiato tanto che fu strappato via circa un metro quadrato del rivestimento. Maurice Hurel riuscì a raggiungere la riva e ad arenare l'aereo, impedendo all'enorme idrovolante di affondare.  Il progettista si impegnò a rafforzare lo scafo, con un aumento del peso a vuoto pari a 440 kg. Inoltre, per migliorare la stabilità orizzontale, venne sostituito l'originario impennaggio di coda con un altro di apertura maggiorata, ma dopo questa ulteriore modifica il peso a vuoto del velivolo continuò a superare di 270 kg quello previsto. Prima del secondo volo di collaudo lo H-5 pesava 8 443 kg. Una volta decollato l'aereo iniziò a perdere velocità a una quota di 30 m, si inclinò a sinistra, e colpì con il muso l'acqua riprendendo velocità. Il collaudatore, prima che l'aereo impattasse nuovamente la superficie dell'acqua, riuscì a riprendere il controllo del prototipo e ammarò.
Durante il terzo volo di collaudo, il 17 aprile 1923, il peso totale dell'idrovolante era di 8 830 kg e all'estremità della prua vi era una zavorra di 850 kg di zavorra.  Era di 3 570 kg più pesante delle specifiche previste del contratto. Ci vollero tre tentativi di decollo per realizzare una durata di volo di 27 secondi.  Dopo aver attraversato il porto all'altezza di 30 metri, Hurel si è ritrovò a tenere con le mani il volantino per mantenere l'aereo in linea di volo. Tutti gli esperti del CEPA, compreso Marcel Besson, ritennero che il peso della zavorra nella parte anteriore avesse raggiunto il suo valore massimo (850 kg) e non potesse essere superato. Il 9 maggio 1923 con lo stesso peso del precedente volo di prova, l'H-5 volò per 48 secondi e rimase in volo senza incidenti fino a un'altezza massima di 900 metri. Il progettista Marcel Besson aveva tutte le ragioni per essere soddisfatto.  Il prototipo dell'H-5 soddisfaceva solo a uno dei requisiti dei test di accettazione stabiliti nel contratto, ma il capitano di corvetta Godfroy nel rapporto CEPA sui risultati dei test di collaudo presentò il velivolo, il cui prezzo era aumentato a 120.000 franchi, come rispondente ai requisiti previsti.
Il 16 luglio 1923 i voli furono di collaudo vennero ripresi. Il primo tentativo di decollo, con una corsa di circa 2 km, si concluse con un fallimento.  Durante un secondo tentativo, 45 secondi dopo l'inizio, una parte del lo scafo perse il rivestimento insieme a parte dei telaio.  L'area totale interessata era di circa un metro quadrato, e Hurel riuscì a raggiungere la spiaggia di Saint-Raphaël dove fece arenare l'idrovolante evitandone l'affondamento.
Il CEPA ritenne di non riparare l'aeroplano, che venne messo in deposito all'aperto.  Alla fine del dicembre 1923, durante una violenta tempesta con forti raffiche di vento, l'impennaggio di coda fu strappato dal resto dello scafo rendendolo inadatto a qualsiasi altro utilizzo, e l' H-5 venne successivamente demolito sul posto.
Durante la fase di collaudo fu ipotizzato di sostituire i propulsori con altri con potenza elevata a 300 CV. In questo modo Besson sperava di ottenere ordini dalla compagnia Aero-Marittima Mallorquina, filiale spagnola delle linee Latécoère, che stava preparando l'apertura di un collegamento aereo tra Marsiglia e Algeri, ma non si materializzò nessun ordine di produzione. Fernand Lioré, della Socieété Maritime de Transports Aériens Aéronavale aveva aperto nel 1920 un collegamento aereo Antibes-Ajaccio (Corsica) preferì fa progettare dalla propria azienda il Lioré et Olivier LéO H-13 per far proseguire la sua linea fino a Tunisi, mentre la CGEA (Latécoère) preferì velivoli bimotori. L'Aéronautique Militaire si interessò al nuovo aereo, ipotizzando di utilizzarlo come pattugliatore marittimo con un equipaggio di cinque uomini, armato di due mitragliatrici e di lanciabombe.

## Utilizzatori
Francia

### Annotazioni
1. ↑  Lo starter Odier era una sorta di leva che, sotto l'azione di una cartuccia, avviava l'elica.
2. ↑  Hurel fu scelto a causa dell'incapacità delle ditta costruttrice di assumere un collaudatore civile.

### Fonti
1. ↑  Aviafrance.
2. 1 2 3 4 5 6 7 8  Airwar.
3. 1 2 3 4 5 6 7 8 9 10 11 12 13 14  Alle-aero.
4. 1 2 3 4 5 6  Richard Ferriere.